# Belosta telfordi
Belosta telfordi är en tvåvingeart som beskrevs av Kelsey 1969. Belosta telfordi ingår i släktet Belosta och familjen fönsterflugor.
Artens utbredningsområde är Arizona. Inga underarter finns listade i Catalogue of Life.